# ボウコツルマメ

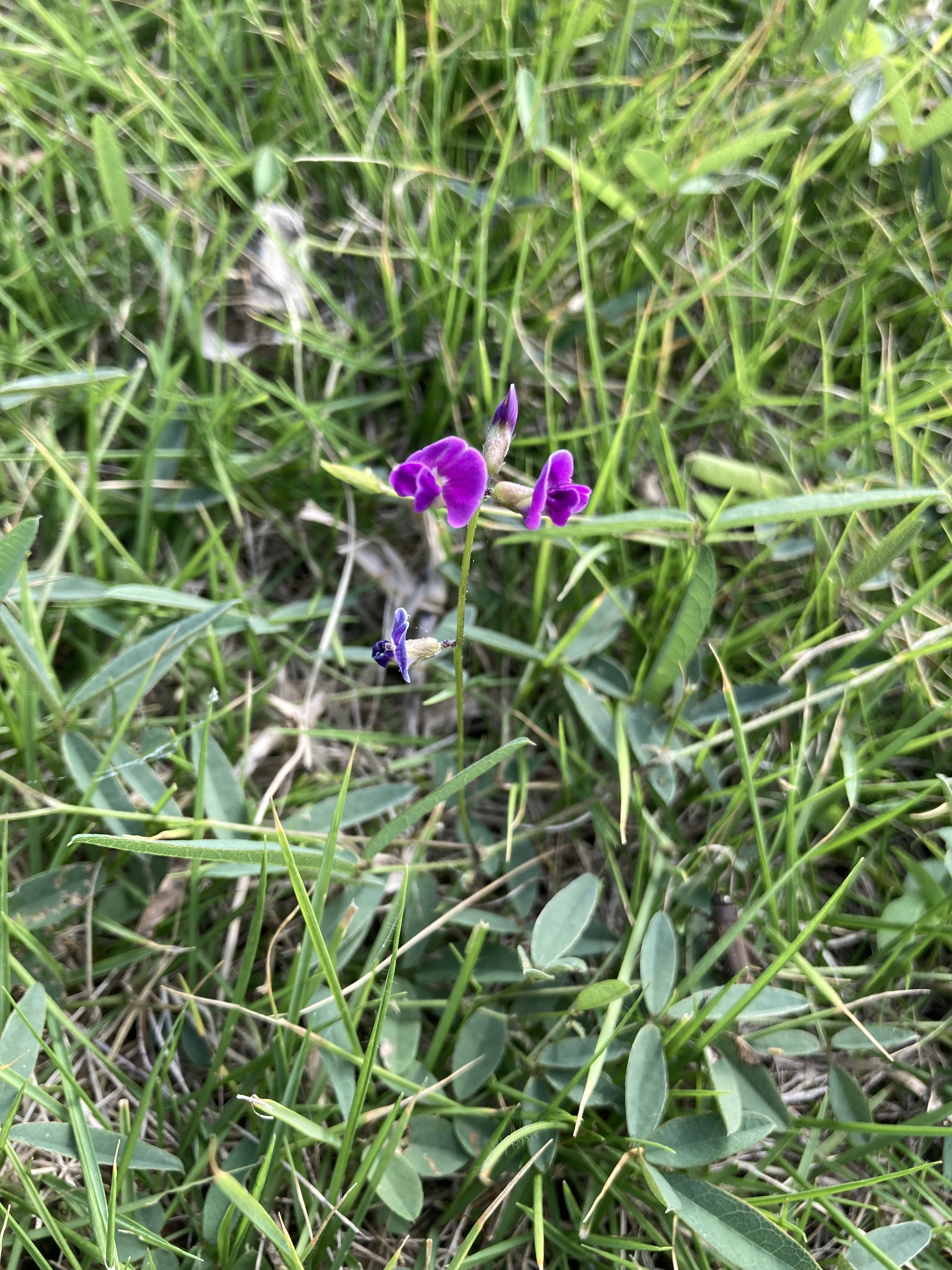
ボウコツルマメの生育状況（沖縄県国頭郡伊江村東江上にて撮影）

ボウコツルマメ（膨湖蔓豆、学名：Glycine tabacina）はマメ科ダイズ属のつる性多年生草本。別名 ボウコヤブマメ。Glycine clandestina auct. non Wendl.はシノニム。

## 特徴
海岸の原野、草地に生える。葉は3出複葉で小葉は長楕円状披針形～卵形、広楕円形または線形、長さ1 - 4 cm、幅4 - 10 mm。葉腋に出る総状花序は直立し、4 - 12 個の花をつける。花は青紫色～紅紫色の蝶形花で、長さ6 - 7 mm。通常の花（開放花）の他に閉鎖花もつける。豆果はどちらも線形～長楕円形。

## 分布と生育環境
鹿児島県沖永良部島、沖縄県伊江島及び屋那覇島に生育。台湾澎湖諸島及び金門島、フィリピン、太平洋諸島、オーストラリア。
海崖の岩場や風衝草原に生育。近縁のミヤコジマツルマメGlycine koidzumiiと同様、土壌が薄く、強風が吹き背の高い草木の生育が抑制される環境に遺存的に残ったと考えられる。公園等の芝生に入り込み繁殖することが知られる。

## 利用
環境省カテゴリー絶滅危惧IA類(CR)、鹿児島県カテゴリー絶滅危惧I類、沖縄県カテゴリー絶滅危惧II類(VU)。
英語版Wikipediaにおいて、関節炎等の治療に用いられる漢方薬「一條根」の主成分の一つとして、抗炎症作用等の薬理学的研究成果がまとめられている。